# Graft versus host disease
Graft versus host disease, GVHD, är en allvarlig komplikation som ofta följer en transplantation och i synnerhet benmärgstransplantationer. Namnet kommer sig av att det transplanterade organet attackerar värden. 
Sjukdomen yttrar sig i feber, anorexi, diarré, eksemlika utslag, leversvikt och buksmärtor. Tillståndet orsakas av att immunceller i det transplanterade organet (t.ex. benmärg) angriper mottagarens egen vävnad och skadar den.
Särskilt ofta är MHC-molekyler i mottagaren föremål för angreppet, därför strävar man alltid efter att hitta mottagare och donator med så lika MHC-strukturer som möjligt. I fallet med benmärgstransplantation är det absolut nödvändigt att mottagare och donator har 100% identiska MHC.